# Smyadovo
Smyadovo (en búlgaro: Смядово) es una ciudad de Bulgaria en la provincia de Shumen.

## Geografía
Se encuentra a una altitud de 97 m s. n. m. a 396 km de la capital nacional, Sofía.

## Demografía
Según estimación 2013 contaba con una población de 3 525 habitantes.
|         | 2004  | 2005  | 2006  | 2007  | 2008  | 2009  | 2010  | 2011  | 2012  |
| Mujeres | 2 130 | 2 085 | 2 065 | 2 052 | 2 059 | 2 047 | 2 021 | 1 911 | 1 887 |
| Varones | 2 086 | 2 072 | 2 034 | 2 009 | 1 986 | 1 989 | 1 965 | 1 888 | 1 872 |
| Total   | 4 216 | 4 157 | 4 099 | 4 061 | 4 045 | 4 036 | 3 986 | 3 799 | 3 759 |

## Galería

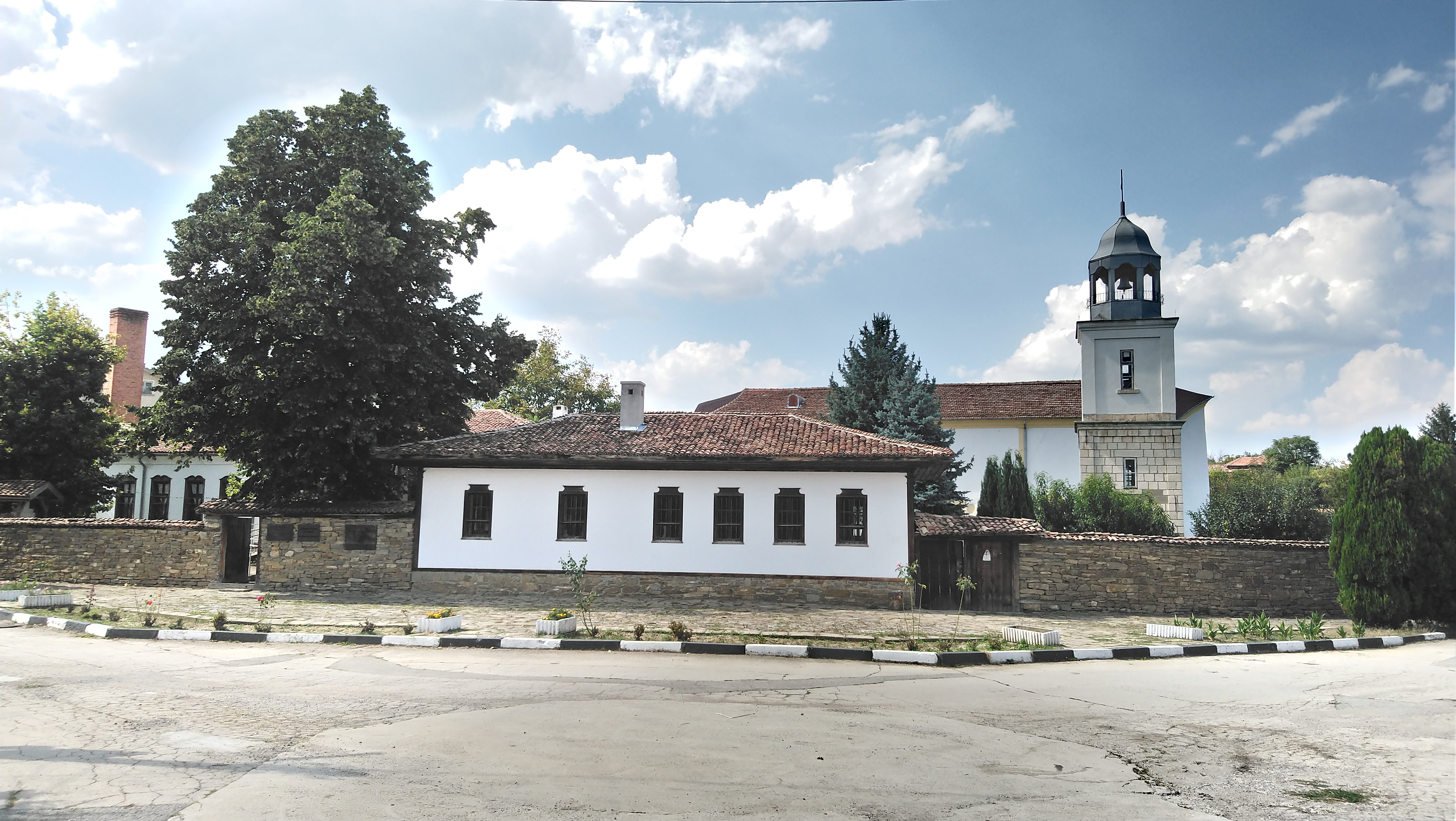
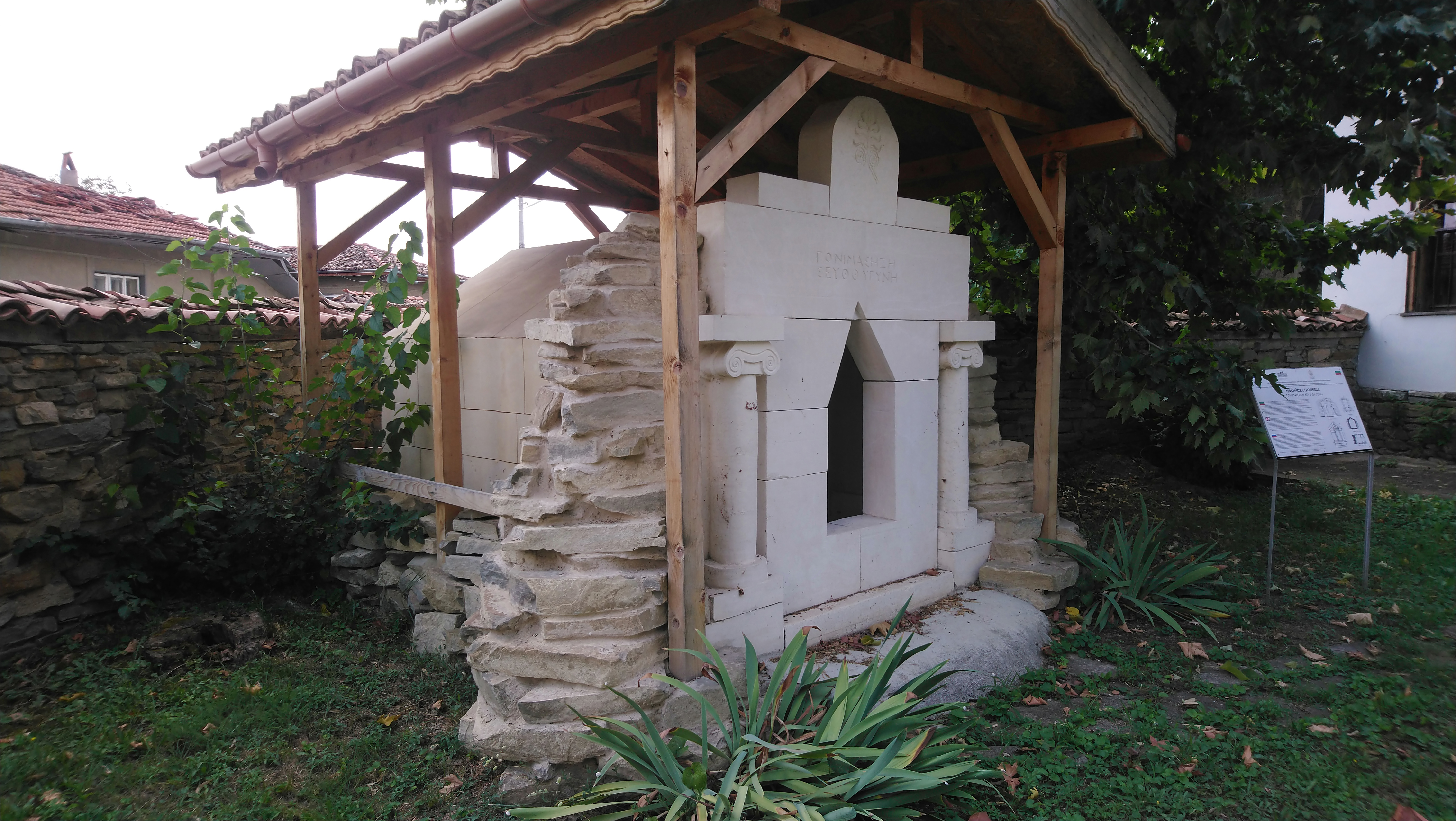
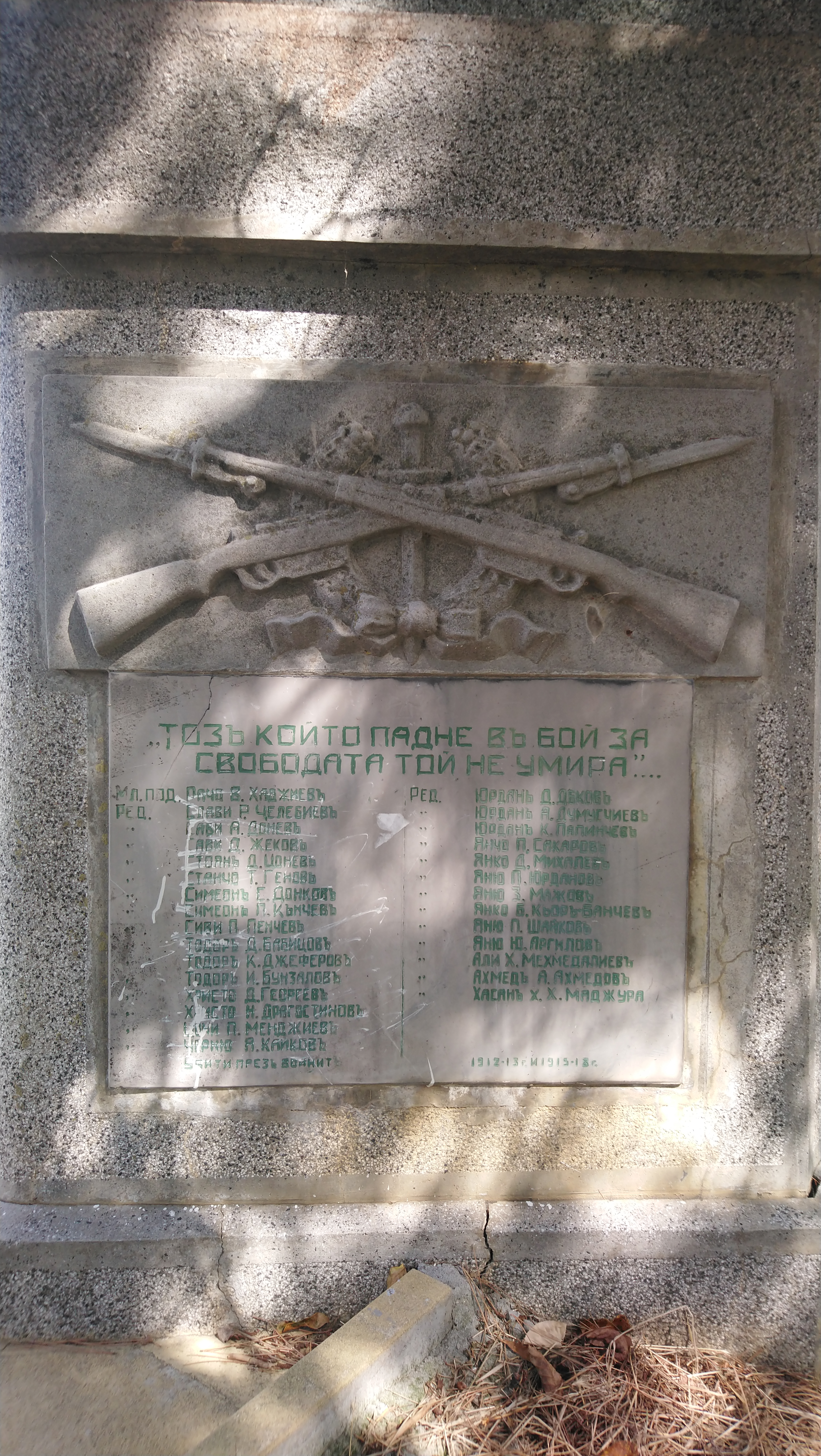
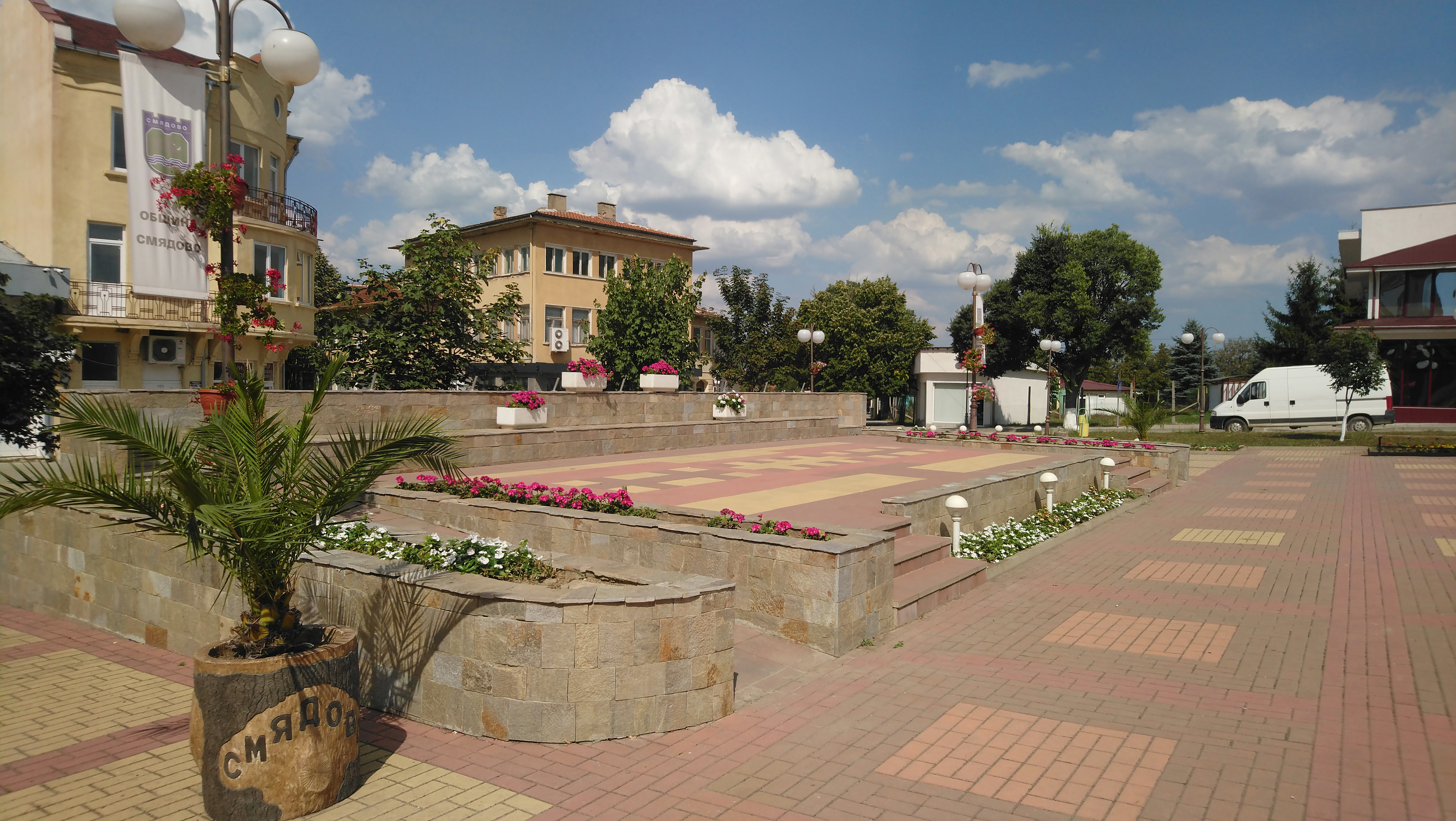